# Sheherezade (ballet)

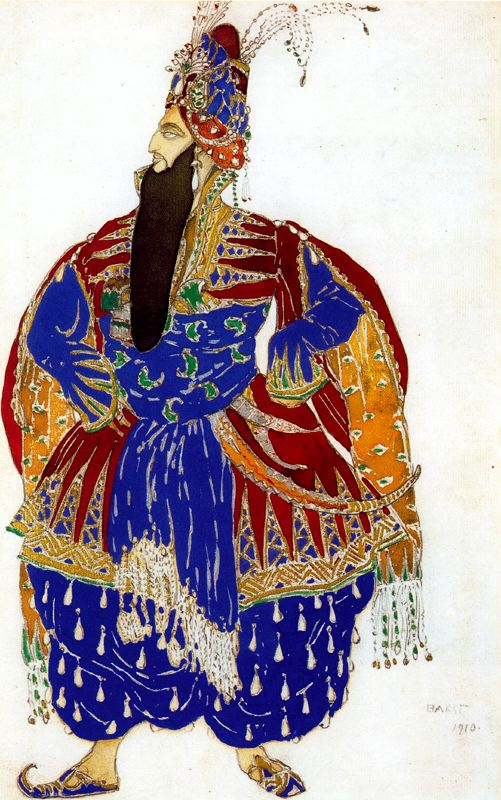
Figurín para el Sultán Shahriar, de L. Bakst, 1910

Sheherezade es un ballet en un acto con coreografía de Michel Fokine y libreto de Alexandre Benois sobre la música de la suite sinfónica en 4 movimientos homónima de Nikolái Rimski-Kórsakov, opus 35 (1888). Fue estrenada con decorados y vestuario de Léon Bakst por los Ballets Rusos de Diáguilev en su 2ª gira europea, el 4 de junio de 1910 en la Ópera de París. Los protagonistas fueron: Ida Rubinstein en Zobeida, Vaslav Nijinsky en el Esclavo favorito, Alexis Bulgákov en el Sultán Shariar y Enrico Cecchetti en el Jefe de los Eunucos.

## Música y libreto
La suite sinfónica opus 35 de Rimski-Korsakov se inspira en varios episodios de Las mil y una noches, independientes entre sí y repartidos en cuatro movimientos: 1º El mar y el barco de Simbad, 2º La historia del príncipe Kalender, 3º El príncipe y la princesa, 4º Fiesta en Bagdad y naufragio del barco de Simbad. El libreto de Benois y la coreografía de Fokine trazan un relato coherente sobre estos cuatro movimientos musicales: el 1º constituye una obertura, el 2º y el 4º se funden en una unidad (el ballet propiamente dicho) y del 3º sólo queda el paso a dos amoroso de Zobeida y su esclavo favorito.
El ballet se inicia con una escena en el harén del sultán, rodeado de sus mujeres y de su favorita Zobeida. El sultán, alertado por su hermano, el siniestro Zeman, duda de la fidelidad de sus mujeres y no se deja calmar por Zobeida. A pesar de sus celos y sus malos presentimientos decide salir a cazar. Nada más desaparecer el sultán, rodeado de sus hombres, las mujeres abren las puertas a sus amantes esclavos y en la orgía resultante Zobeida baila con su favorito, el esclavo negro. La inesperada aparición del sultán y su séquito pone fin a la fiesta que se convierte en una matanza de mujeres infieles y esclavos desleales. Zobeida se adelanta a su suerte, arrebata un puñal a un guardián y se suicida. Mientras cae lentamente el telón el sultán llora amargamente

## Repercusión

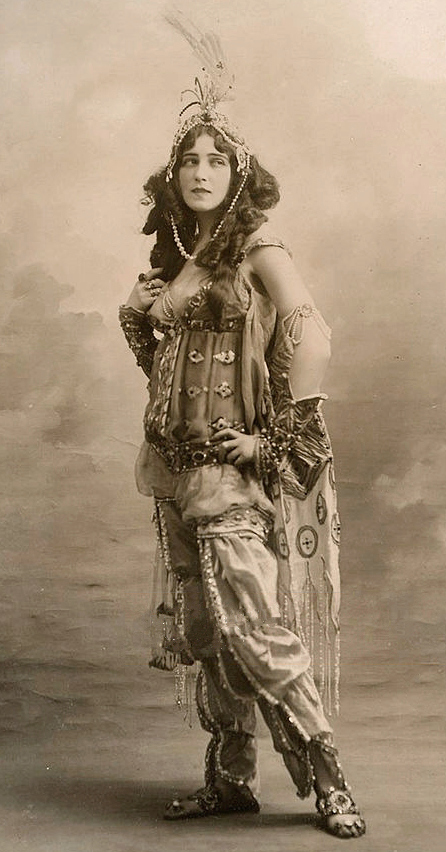
Ida Rubinstein en el papel de Zobeida, 1910

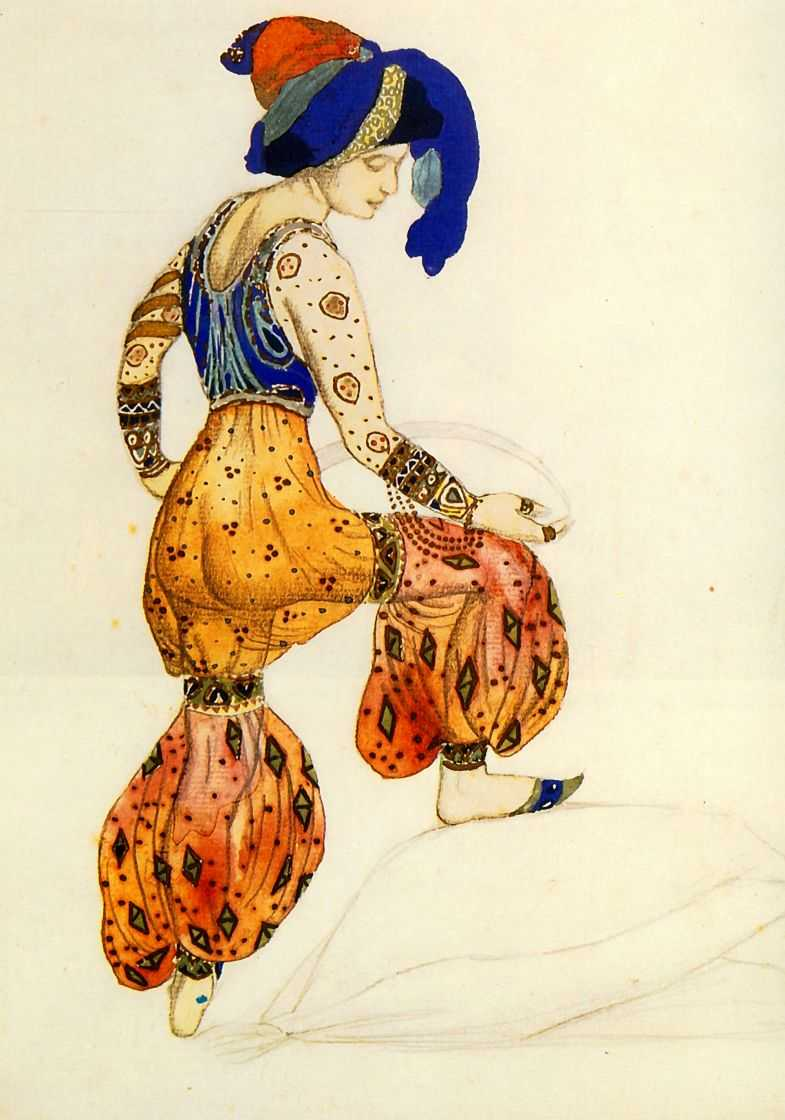
Figurín de Bakst para la Sultana azul, 1910

El éxito de Sheherezade en su estreno parisino fue apoteósico. A él contribuyó decisivamente la escenografía y el vestuario ideado por Bakst en su vena más orientalizante y barroca, de un colorido explosivo y barbárico desconocido en los escenarios europeos dominados aún por la estética del naturalismo. Decisiva fue también la interpretación de la fantasía oriental a cargo de los bailarines rusos, espléndidos en los números de conjunto y extraordinarios en los solos creados por Fokine. Ida Rubinstein, que como bailarina estaba algo limitada, resolvió su papel como actriz. Nijinski conquistó al público y cimentó su leyenda bailando con pasión el papel del Esclavo favorito. En las siguientes representaciones Tamara Karsávina hizo el papel de Zobeida y Fokine lo amplió y adaptó a sus cualidades técnicas superiores.
Por su fábula ejemplar, su ambiente de cuento oriental y su música sugestiva Sheherezade entusiasmó al público de su tiempo y se mantuvo en el repertorio balletístico durante muchos años. El London Festival Ballet lo repuso en 1954 en una versión fidedigna de Nicholas Beriosoff, y el Ballet Kírov (hoy Ballet Mariinski) lo incluyó en 1998 en un ambicioso programa de recuperación de algunos ballets clave de la época de los Ballets Rusos, que llevó de gira por el mundo.

## Referencias

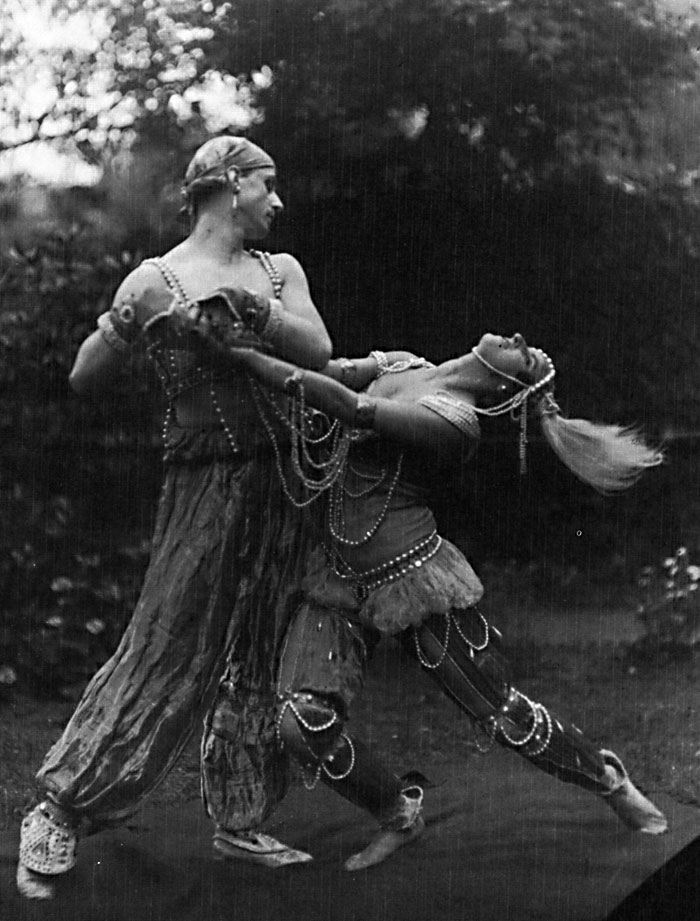
Mijaíl Fokin y Vera Fókina en Sheherezade, 1914